# Cerro Punta
Cerro Punta è un comune (corregimiento) della Repubblica di Panama situato nella provincia di Chiriquí; è ricompreso nel distretto di Tierras Altas, istituito nel 2017, mentre in precedenza faceva parte del distretto di Bugaba. Si estende su una superficie di 105 km² e conta una popolazione di 7.754 abitanti (censimento 2010).  